# Raczyńskibibliotheek
De Raczyńskibibliotheek uit 1829 is een classicistisch bouwwerk in de stad Poznań en biedt plaats aan een van grootste bibliotheken van Polen. Het gebouw en de bibliotheek zijn gesticht door Edward Raczyński (Mecenas) en begon met 10.000 boeken. De bibliotheek werd in 1832 geschonken aan de stad Poznań. Anno 2019 biedt de bibliotheek plaats aan zo'n 950.000 boeken. Na de Universiteitsbibliotheek van Poznań is het de grootste bibliotheek van de stad.